# کوروش کبیر (پوئم سمفونیک)
کوروش کبیر یک پوئم سمفونیک می‌باشد که توسط لوریس چکناواریان خلق شده‌است. در این اثر از آثار تاریخ‌نویسانی چون گزنفون و هرودوت بهره گرفته شده‌است و کل داستان کوروش در ۱۶ قطعه و سه قسمت بیان می‌شود.

## محتوا
این اثر از خواب پدر بزرگ کوروش آغاز و با صدور منشور حقوق بشر پایان می‌یابد.
اول بار در روز ۱۰ اوت همزمان با آمدن منشور حقوق بشر به ایالات متحده آمریکا در سانفرانسیسکو اجرا شد.
در این پوئم سمفونیک از آثار تاریخ نویسانی چون گزنفون و هرودوت بهره گرفته شده و کل داستان کوروش بزرگ در ۱۶ قطعه و سه قسمت بیان می‌شود. این اثر از خواب پدر بزرگ کوروش آغاز و با صدور منشور حقوق بشر پایان می‌یابد.
این سمفونی شامل قطعاتی چون «سیل و تاک»، «نخستین رؤیای آستیاگ، پادشاه ماد، باران»، «دومین رؤیای آستیاگ، سیل»، «زایش و ربوده‌شدن کوروش، اندوه ماندانا»، «کودکی کوروش در میان شبانان دشت، داستان شبانی»، «خشم استیاگ و مجازات کردن هارپاگ، سردار مادی»، «نبرد پاسارگاد، کوروش، استیاگ را شکست داده و امپراتوری پارسی را بنا می‌نهد»، «کوروش، شاه شاهان»، «نوروز، روز سال نو، اجتماع شهریاران»، «عشق کوروش و کاساندرا، دختر فرناسپ»، «ازدواج شاهانه»، «نبرد تیمبرا، کوروش، کرزوس پادشاه لیدیه را شکست می‌دهد»، «داینو، نیایش اسیران یهودی بابل، سرود عید فصح»، «ورود پیروزمندانه کوروش به بابل» و «منشور حقوق بشر کوروش، تدهین شده توسط خداوند» است.
«پوئم سمفونیک کوروش کبیر» در سال ۲۰۱۷ با ناظر ضبطی «آتش ارگا»، صدابرداری «مایک هچ» و «فلوتینگ ارت»،  ادیت، میکس و مسترینگ «دیوید روول»، ضبط شده‌است.
این اثر در قالب یک آلبوم به رهبری لوریس چکناوریان با اجرای ارکستر سمفونیک لندن و «ارکستر ویسز»، ششم خرداد ۱۳۹۷ توزیع شد.